# Sarcocystis
Sarcocystis – rodzaj chorobotwórczych pierwotniaków z rzędu Eucoccidiorida należącego do podtypu Apicomplexa. Powodują chorobę pasożytniczą zwaną sarkocystozą.
Pierwotniaki z tego rodzaju występują powszechnie u zwierząt kręgowych. Stwierdzano je u ssaków, ptaków, gadów, płazów i ryb.
Należą do tego rodzaju następujące gatunki:
- Sarcocystis  ammodrami
- Sarcocystis aramidis
- Sarcocystis asinus
- Sarcocystis atractaspidis
- Sarcocystis aucheniae
- Sarcocystis azevedoi
- Sarcocystis balaenopteralis
- Sarcocystis bertrami
- Sarcocystis bettongiae
- Sarcocystis booliati
- Sarcocystis bubalis
- Sarcocystis cameli
- Sarcocystis capracanis
- Sarcocystis capreoli
- Sarcocystis capreolicanis
- Sarcocystis caviae
- Sarcocystis cernae
- Sarcocystis cervi
- Sarcocystis chamaeleonis
- Sarcocystis citellivulpes
- Sarcocystis colii
- Sarcocystis corderoi
- Sarcocystis cricetuli
- Sarcocystis cruzi
- Sarcocystis ctenosauris
- Sarcocystis cuniculi
- Sarcocystis cymruensis
- Sarcocystis dasypi
- Sarcocystis debonei
- Sarcocystis didelphidis
- Sarcocystis diminuta
- Sarcocystis dispersa
- Sarcocystis dogeli
- Sarcocystis equicanis
- Sarcocystis eutamias
- Sarcocystis falcatula
- Sarcocystis fayeri
- Sarcocystis fusiformis
- Sarcocystis garnhami
- Sarcocystis gazellae
- Sarcocystis gigantea
- Sarcocystis gongyli
- Sarcocystis gracilis
- Sarcocystis grueneri
- Sarcocystis gusevi
- Sarcocystis hemionilatrantis
- Sarcocystis hirsuta
- Sarcocystis hominis
- Sarcocystis horvathi
- Sarcocystis hueti
- Sarcocystis idahoensis
- Sarcocystis jacarinae
- Sarcocystis kinosterni
- Sarcocystis kortei
- Sarcocystis lacertae
- Sarcocystis lampropeltis
- Sarcocystis leporum
- Sarcocystis levinei
- Sarcocystis marmosae
- Sarcocystis miescheriana
- Sarcocystis mongolica
- Sarcocystis moulei
- Sarcocystis murris
- Sarcocystis nelsoni
- Sarcocystis nesbitti
- Sarcocystis oliverioi
- Sarcocystis orientalis
- Sarcocystis oryzomyos
- Sarcocystis pitymysi
- Sarcocystis platydactyli
- Sarcocystis porcifelis
- Sarcocystis proechimyos
- Sarcocystis putorii
- Sarcocystis pythonis
- Sarcocystis richardii
- Sarcocystis rileyi
- Sarcocystis roudabushi
- Sarcocystis ruandae
- Sarcocystis salvelini
- Sarcocystis scelopori
- Sarcocystis scotti
- Sarcocystis sebeki
- Sarcocystis setophagae
- Sarcocystis sibirica
- Sarcocystis singaporensis
- Sarcocystis suihominis
- Sarcocystis tamanduae
- Sarcocystis tenella
- Sarcocystis tropicalis
- Sarcocystis turdi
- Sarcocystis utae
- Sarcocystis woodhousei